# Санта Димопулос
Санта Янисивна Димопулос (на украински: Санта Янісівна Дімопулос; на гръцки: Σάντα Γιάννικόρις Δημόπουλος) е украинска певица.

## Биография
Санта Димопулос е родена на 21 май 1987 г. в Киев, СССР, в гръцко-асирийско-украинско семейството. От детство започва да танцува професионално, а по-късно става майстор на спорта.
През 2006 г. се класира на трето място в конкурса за красота „Мис Вселена Украйна“.
През 2011 г. в Тайланд печели титлата на световен шампион по културизъм и фитнес. През същата година завършва Юридическия факултет на Киевския национален университет.
През 2014 г. с приятелката си Юлия Ковалева открива в Киев бутик „Gold Vintage“.

## Кариера
Димопулос е солистка на група „Седьмое небо“, която напуска по свое желание.
През 2009 г. участва украинското шоу за таланти „Фабрика звёзд-3“, продуцент на което е Константин Меладзе.
През декември 2011 г. става солистка на група ВИА Гра, но в началото на октомври 2012 г. тя напуска, за да се отдаде на солова кариера.

### Queens
На 8 ноември 2016 г. е създадена нова поп група с продуцентството на Сергей Ковальов, която включва Санта и още две бивши солистки на ВИА Гра – Олга Романовская и Татяна Котова. На 15 ноември по време на пресконференция, е обявено името на групата – Queens. На 19 ноември се състои премиерата на тяхната песен „Зачем“, на наградите „Золотой граммофон“.

## Личен живот
На 29 октомври 2008 г. ражда сина си Даниел Димопулос от връзката си с украинския шоумен Андрей Джеджула.
На 18 септември 2012 г. тя се омъжва за бизнесмена Владимир Самсоненко. Церемонията се провежда в италианския замък Орсини-Одескалки. През 2013 г. се развежда. По-късно Димопулос казва, че сватбата им е фалшива.
През есента на 2015 г. Димопулос се омъжва за съсобственика на мрежа от спортни клубове Игор Кучеренко.

## Реклами
Снима се в рекламите:
- All inclusive от Укрсиббанка (2010)
- напитка EnerGO от Биоли (2011)

## Дискография

### Сингли
- „Коснись“
- „When we move“
- „Убегаю“
- „Всё OK“

## Видеография

### В група ВИА Гра
| Година | Клип         | Режисьор    | Албум |
| ------ | ------------ | ----------- | ----- |
| 2012   | „Алло, мам!“ | Алан Бадоев | TBA   |

### Соло
| Година | Клип           | Режисьор        | Албум |
| ------ | -------------- | --------------- | ----- |
| 2013   | „When We Move“ | Сергей Бандерас | TBA   |

## Класации
| Година | Заглавие       | Класация                         | Класация                         | Класация                                 | Класация                           | Класация                         | Класация                           | Класация                            | Албум |
| Година | Заглавие       | Русия и ОНД (TopHit Общ Топ-100) | Русия (TopHit Московски Топ-100) | Русия (TopHit Санктпетербургски Топ-100) | Украйна (TopHit Украински Топ-100) | Украйна (TopHit Киевски Топ-100) | Радиокласация по заявка TopHit 100 | Русия и ОНД (TopHit Общо за година) | Албум |
| ------ | -------------- | -------------------------------- | -------------------------------- | ---------------------------------------- | ---------------------------------- | -------------------------------- | ---------------------------------- | ----------------------------------- | ----- |
| 2013   | „When We Move“ | 212                              | -                                | -                                        | 171                                | 299                              | 144                                | -                                   | TBA   |